# 유비벨록스
유비벨록스 주식회사(영어: UbiVelox)는 대한민국의 스마트 카드 기업이다.

## 역사
- 2000년 9월 벨록스소프트(주)로 설립되었다. 서울대 전자공학부 석사이던 이흥복 대표이사가 창업하였다.[4]
- 2009년 6월 유비닉스를 합병하면서 현재의 사명으로 변경하였다.
- 2011년에  내비게이션 업체 팅크웨어를 인수하였다.[5]
- 2023년 응용 소프트웨어 개발사인 자회사 유비벨록스모바일과 합병하였다.[6]
- 2024년 보통주 1주당 280원의 시가배당율은 1.7%에 20억여원 현금 결산배당을 결정했다.[7]

## 사업
블랙박스, 로봇청소기, 스마트카드, 시스템구축 등의 사업을 영위한다. SK텔레콤에 유심을 공급하고 있다.

## 계열사
- 아이나비시스템즈
- 팅크웨어
- 팅크웨어모바일
- 페이잇
- 아이나비모빌리티
- 동시테크
- 팅큰

## 논란
2013년 상법상 사외이사 수가 규정에 미달해 관리종목으로 지정될 수 있다고 한국거래소가 공시한 바 있다.